# Casearia nigrescens
Casearia nigrescens Tul. – gatunek rośliny z rodziny wierzbowatych (Salicaceae Mirb.). Występuje endemicznie we wschodniej części Madagaskaru. 

## Morfologia
PokrójZimozielone drzewo.
LiścieBlaszka liściowa ma podługowato owalny kształt. Mierzy 21–23 cm długości oraz 8,5–9 cm szerokości, jest całobrzega, ma rozwartą nasadę i spiczasty wierzchołek. Ogonek liściowy jest nagi i dorasta do 12–15 mm długości.
KwiatySą zebrane po 15–20 w pęczki.

## Biologia i ekologia
Rośnie w lasach. 

## Zmienność
W obrębie tego gatunku wyróżniono jedną odmianę:
- Casearia nigrescens var. lucida (Tul.) Sleumer – zimozielone drzewo lub krzew dorastające do 10–15 m wysokości. Blaszka liściowa mierzy 4–14 cm długości oraz 2–7 cm szerokości, ma ostrokątną nasadę. Kwiaty mają 4 lub 5 działek kielicha o owalnym kształcie i żółtawej barwie i 8–10 pręcików. Owocami są torebki o owalnym kształcie, dorastające do 7 mm długości i 5 mm średnicy[7].